# Guglielmo Ventura
(Guglielmo Ventura, Memoriale (Capitolo X))
Guglielmo Ventura (Asti, 1250 circa – Asti, 1325 circa) è stato un mercante e storico italiano, è stato cronista dei fatti accaduti alla città di Asti nel 1300.

## Biografia
Nato ad Asti, in una famiglia di umile condizione, Guglielmo Ventura ancora giovinetto, fu spettatore nel 1261, degli scontri civili tra le due fazioni facenti capo ai guelfi Solaro e ghibellini Guttuari.
Nel 1273, partecipò alla guerra contro l'esercito angioino. In quel frangente venne fatto prigioniero, presso Cossano e rimase per qualche tempo nelle carceri di Alba.
Liberato, l'anno seguente combatté nuovamente contro gli angioini ed il Marchese del Monferrato negli scontri di Altavilla, Tonco e Vignale.
Pellegrino a Roma nel giubileo del 1300, era iscritto alla corporazione degli speziali.

L'attività del Ventura, era talmente ben avviata, che egli, dopo i patrizi astigiani, era considerato uno dei cittadini più importanti della città. 

Colto e curioso, aveva approfondito lo studio dei classici, in particolare di Catone, del quale cercava di seguire gli insegnamenti.
Nel suo testamento, dichiara di aver partecipato allo sfarzoso banchetto che il re Roberto d'Angiò preparò in onore della nomenclatura astigiana, presso il convento dei frati minori nell'anno 1310.
Alla sua morte, venne tumulato nel monastero di sant'Anna.

## La "Cronaca"
Nel "Memoriale de rebus gestis civium astensium et plurium aliorum"(Imprese dei cittadini astesi e di molti altri), noto anche come Cronaca o Memoraiale,  egli tratta gli avvenimenti dall'anno 1260 al 1324, particolarmente della città di Asti, ma anche con riferimento agli avvenimenti di altre parti d'Italia o d'Europa.
L'ultima parte dell'opera, comprende il suo testamento con sermoni e raccomandazioni rivolti ai cittadini astesi ed ai suoi figli.

L'opera consta di 114 capitoli scritti in un latino molto semplice con una tecnica sintattica molto scadente.
La lingua del Ventura è già infarcita da neologismi e termini che precedono il "volgare" o che derivano dal dialetto.
Malgrado ciò, per la vivacità della prosa e l'importanza delle notizie riferite, il Ventura è stato da molti studiosi paragonato a Dino Compagni, Giovanni Villani, Giacomo d'Oria, Andrea Dandolo.

### La storia locale
Il Ventura cominciò il Memoriale,  con la descrizione delle compagnie dei disciplinati di Asti nel 1260,  passando per le guerre tra gli astigiani e gli angioini.
Si soffermò sulla corsa del Palio da parte degli astigiani, sotto le mura di Alba il 10 agosto 1275 (prima notizia certa della festa astigiana) e concluse trattando delle discordie tra famiglie guelfe e ghibelline della città, fino ad arrivare alla dominazione angioina.

### Gli avvenimenti italiani ed europei
Il Ventura non si limitò a descrivere gli avvenimenti di storia locale, ma trattò anche i principali accadimenti italiani ed europei.

Parlò della crociata del 1270, delle discordie tra Genova, Ferrara e Piacenza, dei conflitti tra Inghilterra e Francia.
Raccontò della sua presenza a Roma al Giubileo del 1300.
Nel capitolo XXVII narrò della distruzione dei Templari.
Dal 1309, la narrazione seguì un più ampio respiro, trasformando la cronaca di Asti in una vera e propria storia d'Italia.

## Asti al tempo del Ventura
Lo scrittore nacque nel periodo di maggior potenza e splendore del comune astigiano.
Il Ventura che in giovinezza era stato testimone di una stagione comunale trionfale,si trovò nella maturità ad assistere alla distruzione politica della città, dilaniata dalle lotte intestine tra guelfi e ghibellini.
Nel 1310, giunse ad Asti Enrico VII, per cercare di pacificare le due fazioni, impose alla città un vicario e vietò le assemblee con più di tre persone, temendo la rivolta degli astigiani.
Ma alla morte prematura dell'imperatore, le faide familiari ripresero più cruenti di prima.
Colto popolano, trovandosi coinvolto nei dissidi civili, che inevitabilmente portarono alla fine del governo autonomo della città, ne soffrì particolarmente, preferendo abbandonare attività e cariche politiche, per ritirarsi a vita privata.

## I testi
Molte sono le copie pervenute della Cronaca del Ventura.
- La più importante ed antica, risale al XVI secolo e proviene dal castello dei marchesi Alfieri di Sostegno ed ora è conservata nella biblioteca del Seminario vescovile.
Questo manoscritto contiene sia il decreto papale sull'indulgenza, che le notizie sul Giubileo del 1300[6]
- Un secondo manoscritto, mancante di alcuni capitoli (il XLIX, L, LVII) e di alcune interpolazioni, è presente nella biblioteca Consorziale Astense, probabilmente compilata dall'abate Filippo Malabaila, morto nel 1657
- Un manoscritto del XVII secolo proveniente dal fondo Roero di Cortanze, ora conservato presso l'Archivio di stato di Asti
- Una copia comprendente anche la cronaca di Secondino Ventura, ricavata probabilmente dalla copia del seminario ed eseguita su commissione del marchese Cesare Giustiniano Alfieri e donata alla Biblioteca Universitaria di Torino che, tramite Giuseppe Pasini, la inglobò nella stampa nei Codices Manuscripti Bibliothecae Regii Taurinensis Athenei del 1749
- Due copie presenti all'Archivio di Torino,  di cui una risulta di ottimo pregio (il Gorrini la classifica con "optimae notae"),  ma sotto l'aspetto conservativo, risulta frammentaria, visto che solo 16 fogli che contengono 25 capitoli su 114, si sino salvati.
La seconda è più conservata, ma non è immune da alcune manipolazioni.
Da queste due copie, è stata ricavata la pubblicazione negli Historiae Patriae Monumenta, ordinata dal re Carlo Alberto di Savoia nel 1848.
- Un'ultima copia comprendente i Memoriali dei due Ventura e la Cronaca di Ogerio Alfieri, proveniente dal castello di San Martino Alfieri e donata nel 1922 alla città di Asti, ora conservata nell'Archivio storico